# Сангхьянг
Сангхьянг — священный балийский танец, во время которого, согласно местным верованиям, невидимая сила входит в тело исполнителя, находящегося в состоянии транса. Эта сила, обозначаемая как хьянг, является важным типом духовной сущности в древней индонезийской мифологии.
Танцы Сангхьянг считаются священными ритуальными танцами и исполняются исключительно на индуистских балийских религиозных церемониях.

## Варианты

### Сангхьянг боджог
Танец исполняет человек, одетый как обезьяна (боджог), сопровождаемый хором пения сангхьянг. Перед началом танца танцор проходит через фазы призыва духов обезьян. После того, как танцор входит в транс он прыгает на дерево и подражает поведению обезьяны. Этот танец можно найти только в Бугбуге, округ Карангасем.

### Сангхьянг челенг
Этот вариант танца сангхян встречается только в Дуда, округ Карангасем, его танцует мужчина в одежде из пальмового волокна. Танцор подражает движениям свиньи.

### Сангхьянгдедари
Танец, исполняемый неполовозрелыми девочками в состоянии транса, похожий на танец легонг. Часто девочки несут на плечах мужчин.

### Саньхян делинг
Этот танец исполняется парой неполовозрелых девочек, в которых входит дух Богини Шри (Богини Плодородия). Каждый танцор держит палку, к которой нитью привязаны две подвесные куклы делинг, сделанные из листьев пальмы лонтар.

### Сангхьянггродог
Танцуют 23 человека, каждый из которых имеет свою роль.

### Санхьянг джаран
Танец, исполняемый мальчиками в состоянии транса, которые одеты в костюмы из кокосовых листев, имитирующие всадника на лошади (куда лампинг) вокруг костра. Транс также связан с этим ритуалом.

### Санхьянг сампат
Нарисованная девушкой, которая уступила духу промежуточную метлу (сампат), которая свободно перемещается влево и вправо. Существует похожий танец с кусочком бамбука, называемый танцем сангхян бунгбунг.

## Внешние ссылки
- Youtube-видео Санхьянга
- Sanghyang-Jaran-Dance
- Sanghyang